# شتله (متروی پاریس)
شَتله (فرانسوی: Châtelet‎) یکی از ایستگاه‌های خط ۱، خط ۴، خط ۷، خط ۱۱ و خط ۱۴ متروی پاریس است که در میدان شتله واقع شده و در سال ۱۹۰۰ تأسیس شده‌است. در سال ۲۰۲۱ میلادی ۱۰٬۷۶۶٬۷۱۲ مسافر از این ایستگاه استفاده کرده‌اند.

## نگارخانه

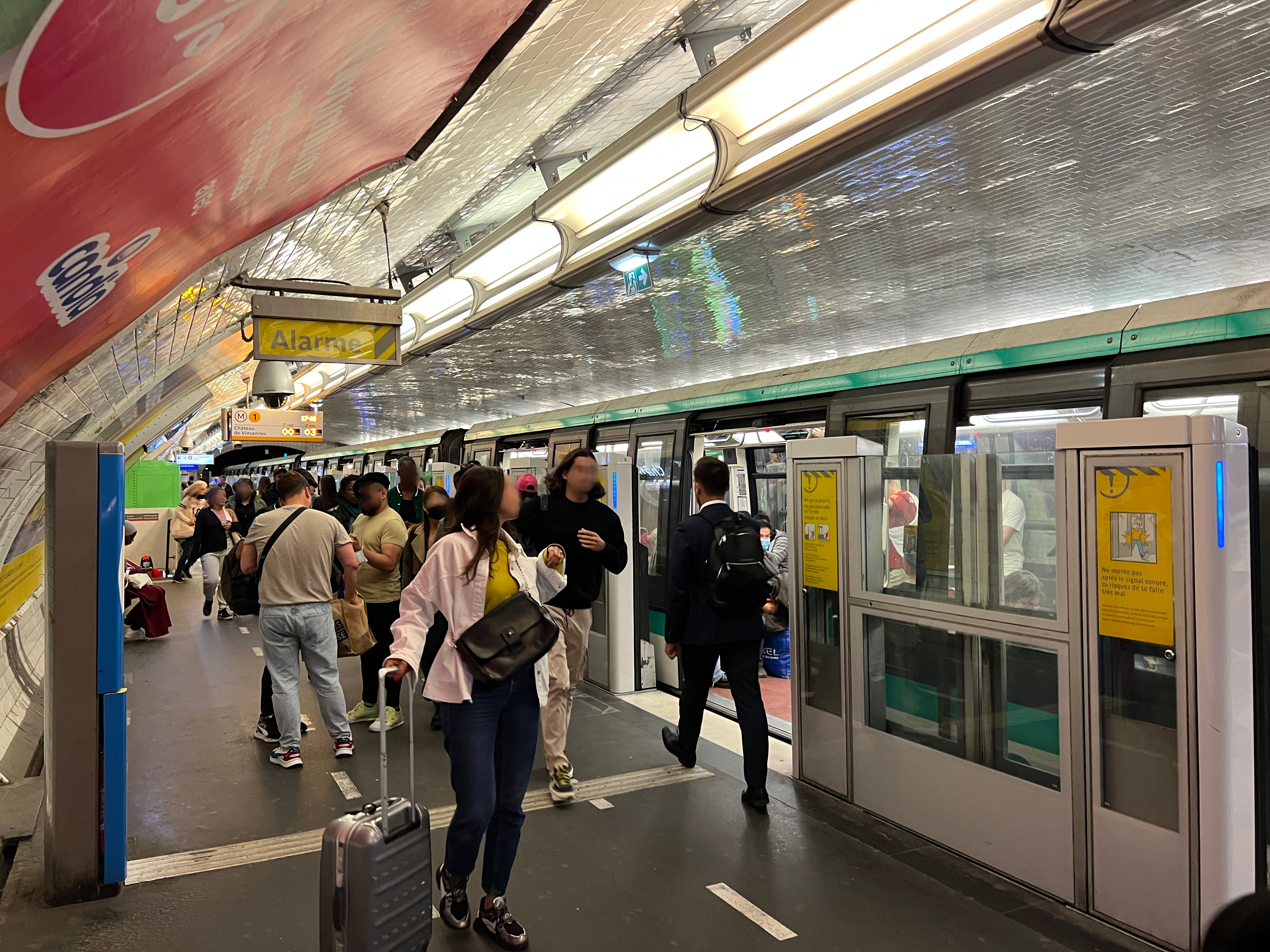
سکو خط ۱ متروی پاریس
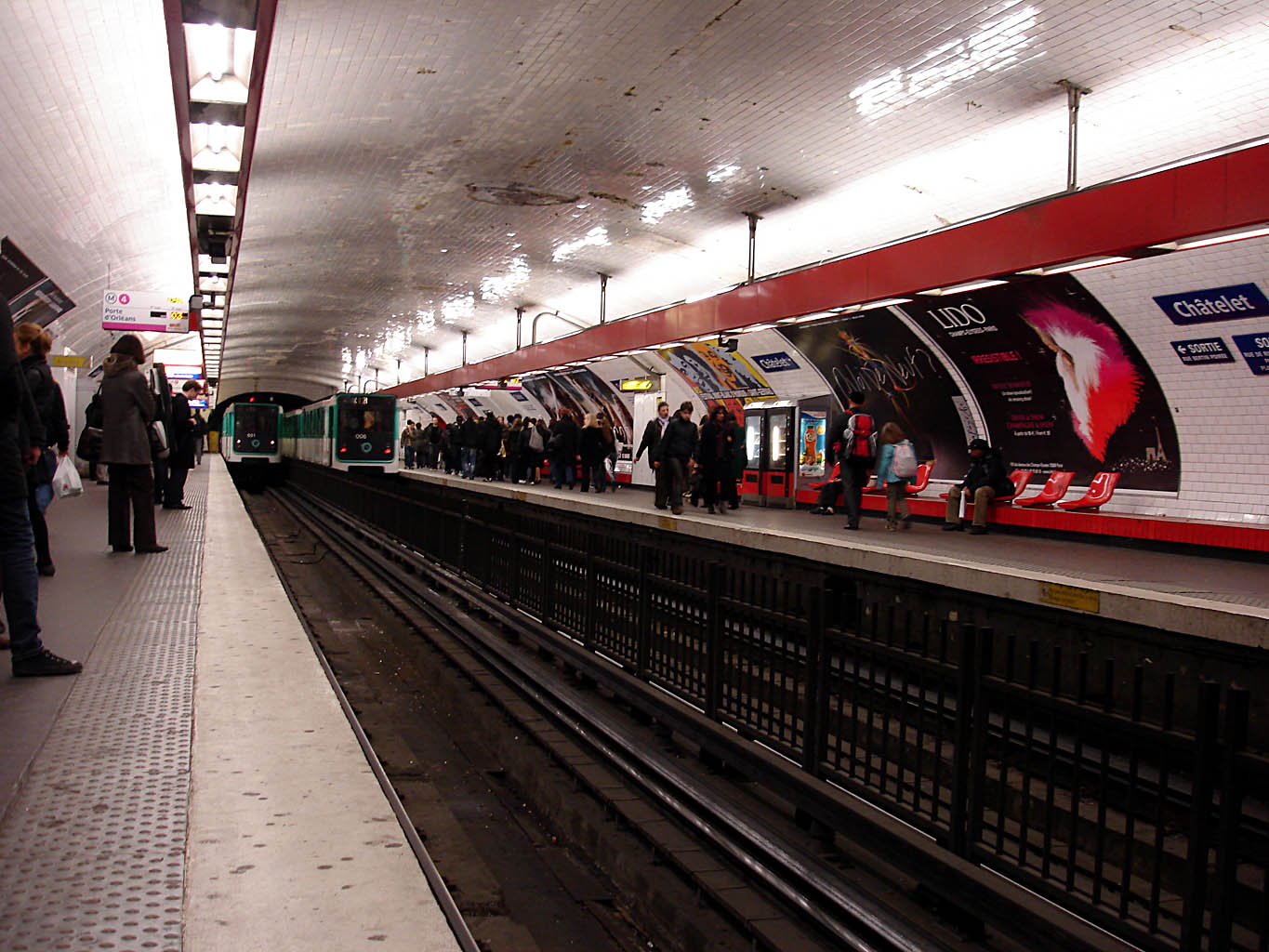
سکو خط ۴ متروی پاریس
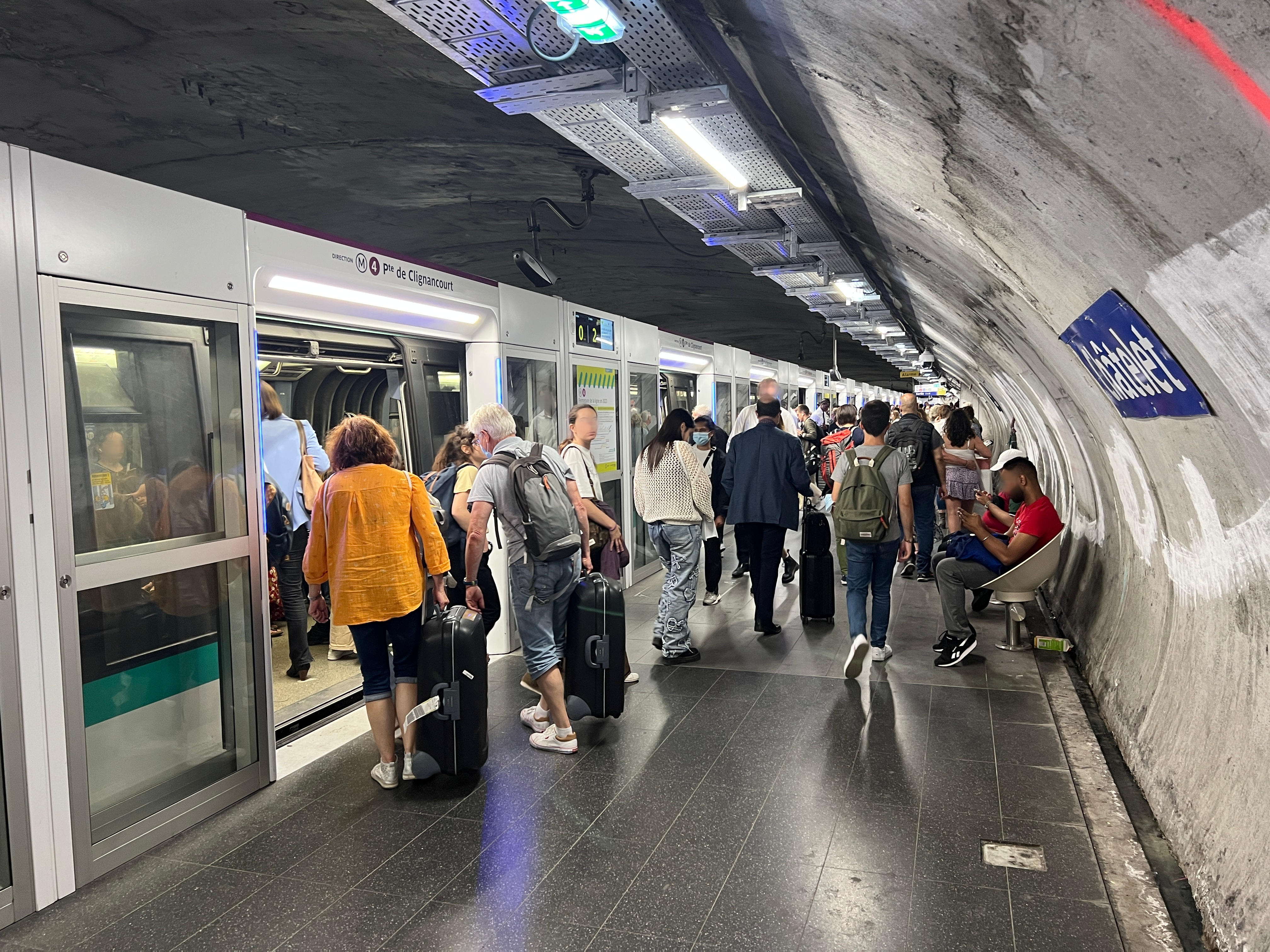
قطار در خط ۴
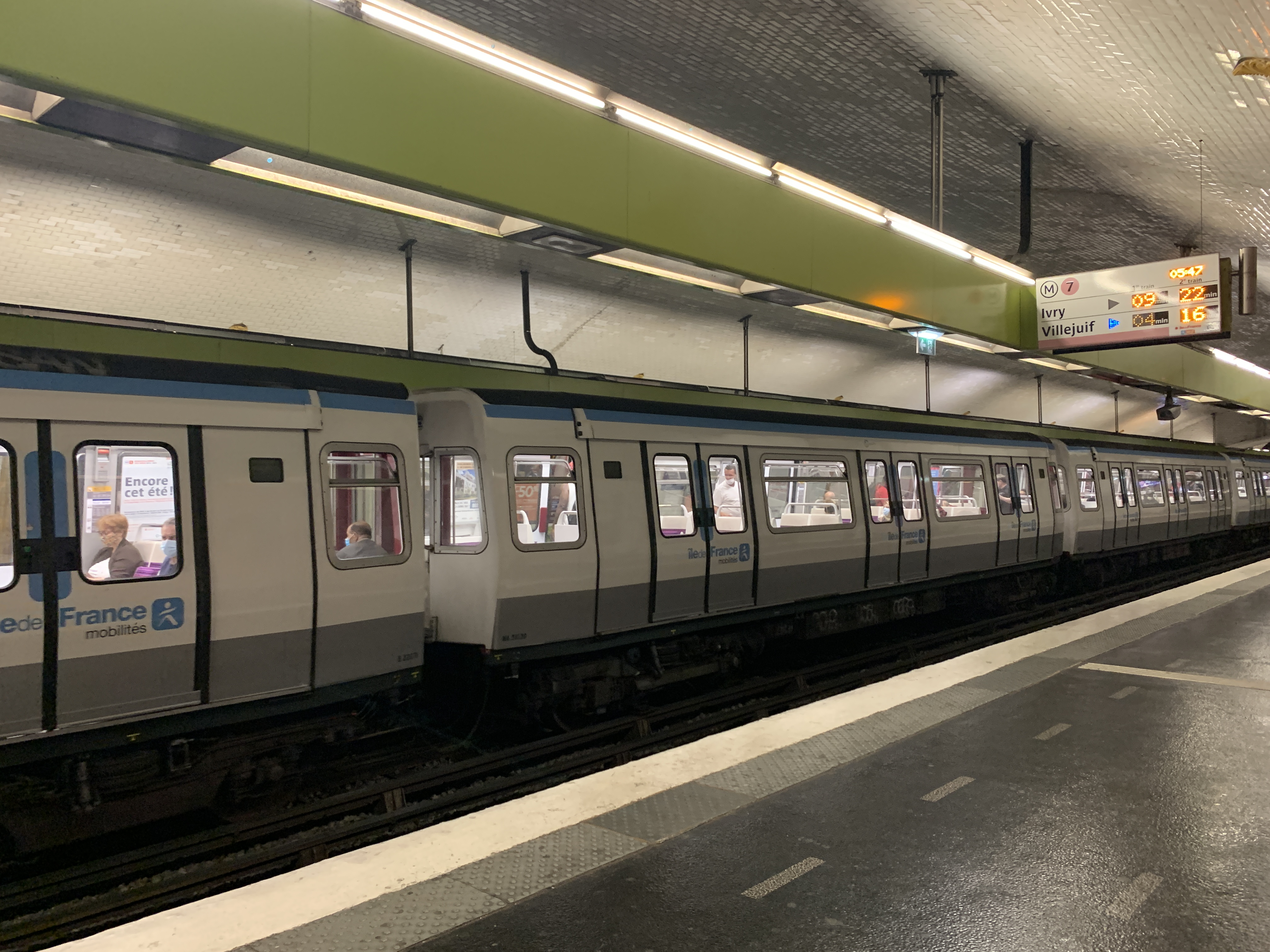
خط ۷ متروی پاریس
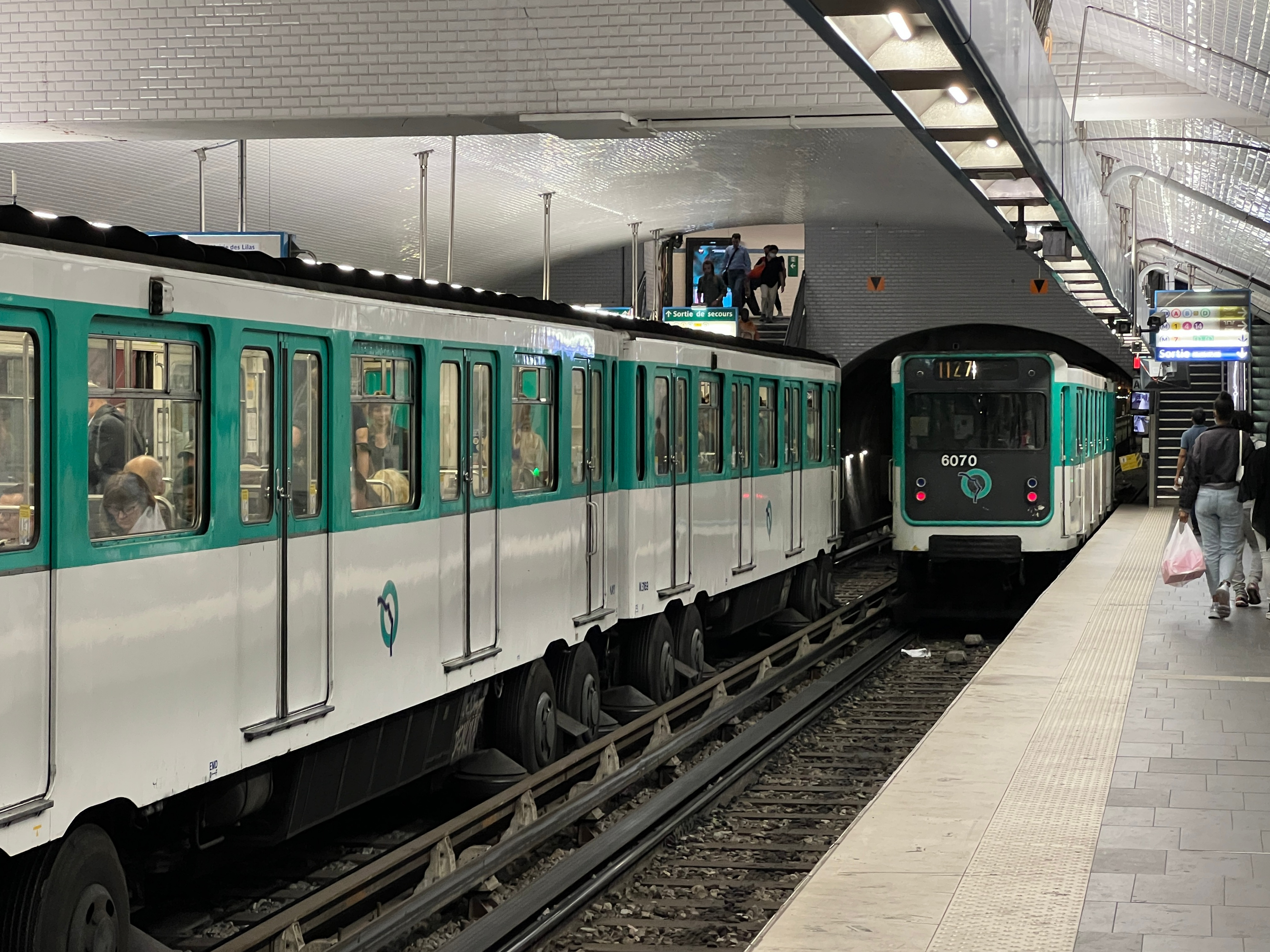
خط ۱۱ متروی پاریس
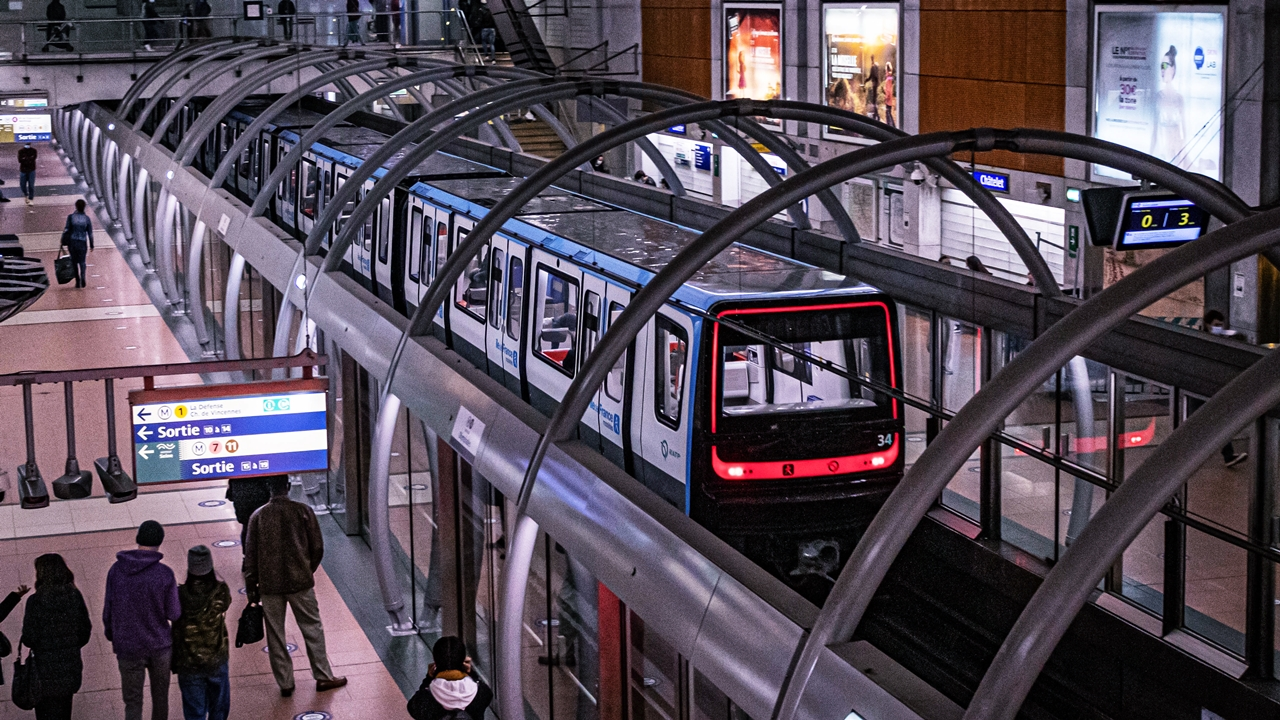
خط ۱۴ متروی پاریس